# Rollerski-Weltmeisterschaften 2017/Teilnehmer
An den 9. Rollerski-Weltmeisterschaften 2017 nahmen 9 Länder teil. Es waren insgesamt 57 Athleten, davon waren 22 Damen und 35 Herren am Start.

## Deutschland
| Athleten         | Wettbewerbe                     | Zeit    | Rang |
| ---------------- | ------------------------------- | ------- | ---- |
| Damen            |                                 |         |      |
| Tina Willert     | 18 km Interval Start Freistil   | 43:45,9 | 13   |
| Tina Willert     | Sprint Freistil                 |         | 13   |
| Herren           |                                 |         |      |
| Max Olex         | 22,5 km Interval Start Freistil | 43:41,6 | 14   |
| Max Olex         | Sprint Freistil                 |         | 15   |
| Moritz Waidelich | 22,5 km Interval Start Freistil | 45:45,6 | 17   |
| Moritz Waidelich | Sprint Freistil                 |         | 19   |

## Italien
| Athleten          | Wettbewerbe                     | Zeit    | Rang |
| ----------------- | ------------------------------- | ------- | ---- |
| Damen             |                                 |         |      |
| Lisa Bolzan       | Sprint Freistil                 |         | 6    |
| Anna Bolzan       | Sprint Freistil                 |         | 7    |
| Herren            |                                 |         |      |
| Matteo Tanel      | 22,5 km Interval Start Freistil | 42:11,0 | 9    |
| Sergio Bonaldi    | 22,5 km Interval Start Freistil | 42:36,8 | 10   |
| Alberto Dalla Via | 22,5 km Interval Start Freistil | 45:18,4 | 16   |
| Emanuele Becchis  | Sprint Freistil                 |         | Gold |
| Alessio Berlanda  | Sprint Freistil                 |         | 9    |
| Emanuele Sbabo    | Sprint Freistil                 |         | 11   |

## Lettland
| Athleten        | Wettbewerbe                     | Zeit    | Rang |
| --------------- | ------------------------------- | ------- | ---- |
| Herren          |                                 |         |      |
| Ingmars Briedis | 22,5 km Interval Start Freistil | 46:28,0 | 19   |
| Ingmars Briedis | Sprint Freistil                 |         | 21   |

## Norwegen
| Athleten                 | Wettbewerbe                     | Zeit    | Rang   |
| ------------------------ | ------------------------------- | ------- | ------ |
| Damen                    |                                 |         |        |
| Ingeborg Dahl            | 18 km Interval Start Freistil   | 41:26,3 | 11     |
| Ingeborg Dahl            | Sprint Freistil                 |         | 16     |
| Julie Synnoeve Ensrud    | Sprint Freistil                 |         | DNS    |
| Julie Synnoeve Ensrud    | 18 km Interval Start Freistil   | 43:03,0 | 12     |
| Herren                   |                                 |         |        |
| Even Saeteren Hippe      | 22,5 km Interval Start Freistil | 41:31,0 | Bronze |
| Trym Halbjoerhus Fikke   | 22,5 km Interval Start Freistil | 44:00,6 | 15     |
| Mathias Aas Rolid        | 22,5 km Interval Start Freistil | 45:56,6 | 18     |
| Ragnar Bragvin Andresen  | 22,5 km Interval Start Freistil | 47:59,6 | 21     |
| Ragnar Bragvin Andresen  | Sprint Freistil                 |         | 5      |
| Jostein Olafsen          | Sprint Freistil                 |         | Silber |
| Ludvig Sögnen Jensen     | Sprint Freistil                 |         | 4      |
| Sigurd Braathen Reigstad | Sprint Freistil                 |         | 7      |
| Robin Norum              | Sprint Freistil                 |         | 16     |

## Russland
| Athleten             | Wettbewerbe                     | Zeit    | Rang   |
| -------------------- | ------------------------------- | ------- | ------ |
| Damen                |                                 |         |        |
| Swetlana Nikolajewa  | 18 km Interval Start Freistil   | 38:41,0 | Bronze |
| Olga Michailowa      | 18 km Interval Start Freistil   | 39:07,4 | 4      |
| Svetlana Hvostunkova | 18 km Interval Start Freistil   | 39:36,1 | 6      |
| Ksenia Konohova      | 18 km Interval Start Freistil   | 40:19,4 | 8      |
| Ksenia Konohova      | Sprint Freistil                 |         | 10     |
| Olga Letucheva       | Sprint Freistil                 |         | Gold   |
| Margarita Voronina   | Sprint Freistil                 |         | 8      |
| Ulyana Gavrilova     | Sprint Freistil                 |         | 9      |
| Olga Plotnikova      | Sprint Freistil                 |         | 14     |
| Herren               |                                 |         |        |
| Alexander Bolschunow | 22,5 km Interval Start Freistil | 41:28,9 | Silber |
| Dmitri Ploskonossow  | 22,5 km Interval Start Freistil | 41:49,8 | 6      |
| Anton Shatagin       | 22,5 km Interval Start Freistil | 43:17,0 | 12     |
| Andrey Nischakov     | 22,5 km Interval Start Freistil | 43:28,7 | 13     |
| Vitaliy Smirnov      | Sprint Freistil                 |         | Bronze |
| Ilia Bezgin          | Sprint Freistil                 |         | 6      |
| Dmitriy Voronin      | Sprint Freistil                 |         | 10     |
| Mikhail Kurockin     | Sprint Freistil                 |         | 14     |

## Schweden
| Athleten           | Wettbewerbe                     | Zeit    | Rang   |
| ------------------ | ------------------------------- | ------- | ------ |
| Damen              |                                 |         |        |
| Linn Sömskar       | 18 km Interval Start Freistil   | 36:39,4 | Gold   |
| Linn Sömskar       | Sprint Freistil                 |         | Bronze |
| Maja Dahlqvist     | 18 km Interval Start Freistil   | 38:19,8 | Silber |
| Maja Dahlqvist     | Sprint Freistil                 |         | 5      |
| Elin Mohlin        | 18 km Interval Start Freistil   | 39:42,5 | 7      |
| Helene Söderlund   | 18 km Interval Start Freistil   | 40:32,0 | 9      |
| Sandra Olsson      | 18 km Interval Start Freistil   | 40:33,1 | 10     |
| Sandra Olsson      | Sprint Freistil                 |         | 11     |
| Jackline Lockner   | Sprint Freistil                 |         | 4      |
| Herren             |                                 |         |        |
| Anders Svanebo     | 22,5 km Interval Start Freistil | 40:06,6 | Gold   |
| Robin Norum        | 22,5 km Interval Start Freistil | 41:49,0 | 5      |
| Victor Gustafsson  | 22,5 km Interval Start Freistil | 41:51,1 | 7      |
| Victor Gustafsson  | Sprint Freistil                 |         | 13     |
| Marcus Fredriksson | 22,5 km Interval Start Freistil | 42:03,6 | 8      |
| Marcus Grate       | Sprint Freistil                 |         | 8      |
| Erik Silfver       | Sprint Freistil                 |         | 12     |

## Slowakei
| Athleten          | Wettbewerbe                     | Zeit    | Rang   |
| ----------------- | ------------------------------- | ------- | ------ |
| Damen             |                                 |         |        |
| Alena Procházková | 18 km Interval Start Freistil   | 39:29,4 | 5      |
| Alena Procházková | Sprint Freistil                 |         | Silber |
| Herren            |                                 |         |        |
| Peter Mlynár      | 22,5 km Interval Start Freistil | 41:42,3 | 4      |
| Miroslav Šulek    | 22,5 km Interval Start Freistil | 42:43,0 | 11     |
| Miroslav Šulek    | Sprint Freistil                 |         | 17     |
| Andrej Segeč      | 22,5 km Interval Start Freistil | 46:59,8 | 20     |
| Andrej Segeč      | Sprint Freistil                 |         | 18     |

## Thailand
| Athleten        | Wettbewerbe                     | Zeit    | Rang |
| --------------- | ------------------------------- | ------- | ---- |
| Damen           |                                 |         |      |
| Karen Chanloung | 18 km Interval Start Freistil   | 46:25,4 | 15   |
| Karen Chanloung | Sprint Freistil                 |         | 15   |
| Herren          |                                 |         |      |
| Mark Chanloung  | 22,5 km Interval Start Freistil | 48:03,6 | 22   |
| Mark Chanloung  | Sprint Freistil                 |         | 20   |

## Belarus
| Athleten          | Wettbewerbe                   | Zeit    | Rang |
| ----------------- | ----------------------------- | ------- | ---- |
| Damen             |                               |         |      |
| Maryia Nedyukhina | 18 km Interval Start Freistil | 43:58,1 | 14   |
| Maryia Nedyukhina | Sprint Freistil               |         | 12   |